# Change My Mind
Change My Mind è il tredicesimo album in studio del cantante statunitense Billy Ray Cyrus, pubblicato nel 2012.

## Tracce
Testi e musiche di Billy Ray Cyrus eccetto dove indicato.
1. Change My Mind – 4:42 (Cyrus, Michael J. Sagraves)
2. Once Again – 5:15
3. Hillbilly Heart – 3:42
4. Tomorrow Became Yesterday – 5:23
5. Good as Gone – 3:24
6. Forgot to Forget – 3:57
7. That's What Daddys Do – 4:10
8. Hope Is Just Ahead – 4:42 (Cyrus, John Frederick Lenz, Don Von Tress)
9. I'm So Miserable – 3:16 (Cyrus, Corky Holbrook)
10. Stomp – 5:53